# Flyboarden

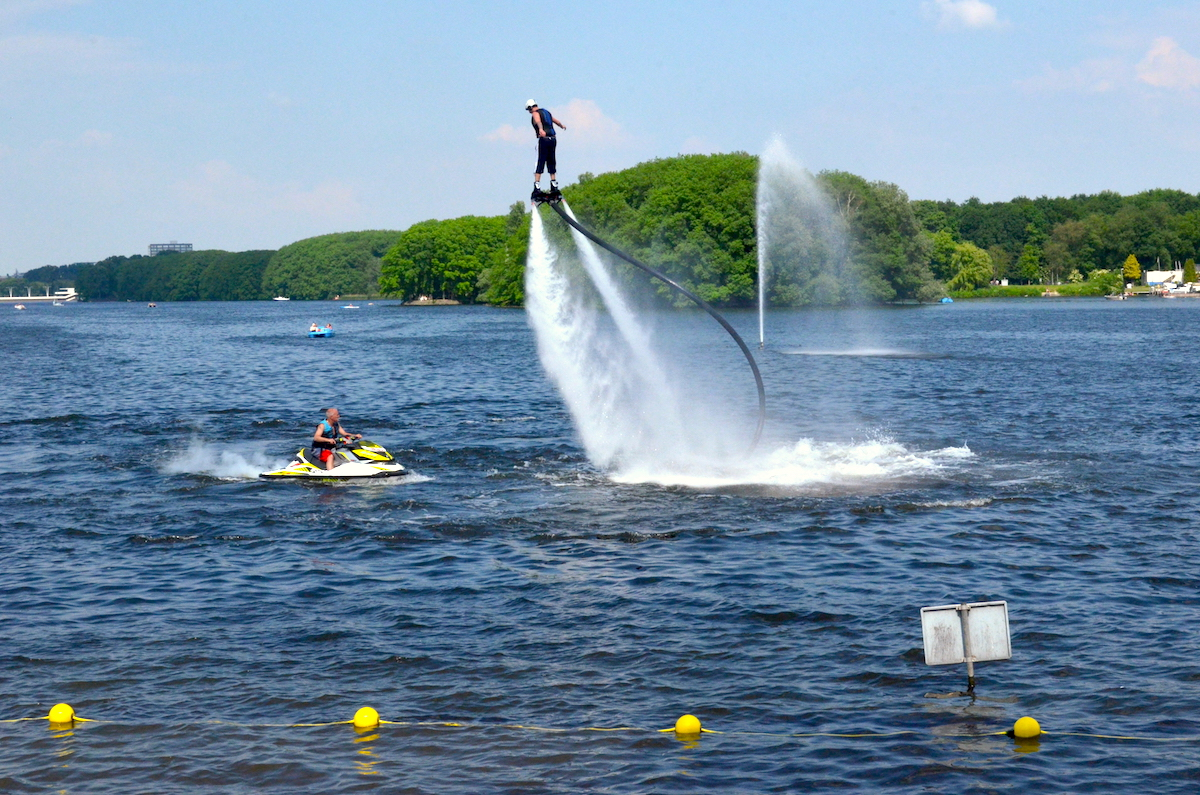
Flyboard op de Sloterplas in Amsterdam Nieuw-West. Links is de bijbehorende Waterscooter.

Flyboarden is een watersport waarbij door middel van twee krachtige waterstralen opgewekt door een waterscooter de sporter hoog boven het water (of ook wel eronder) kan voortbewegen.
De watersporter staat hierbij op een lat (flyboard) waarop aan de onderkant twee korte straalpijpen zijn gemonteerd en die via een lange waterslang met de waterscooter is verbonden.
Het systeem werd in 2011 ontwikkeld door de Franse waterscooter- of jetskiracer Franky Zapata (1978) en is enigszins vergelijkbaar met een jetpack, zij het dat daarbij twee gasstralen in plaats van twee waterstralen de stuwende kracht zijn.
Een andere variant is de ook door Zapata ontwikkelde en bemande Flyboard Air.